# 30 Minutes maximum
Pour plus de détails, voir Fiche technique et Distribution.
30 Minutes maximum (30 Minutes or Less) est un film américain réalisé par Ruben Fleischer, sorti en 2011.
Cette comédie a pour principaux interprètes Jesse Eisenberg, Aziz Ansari, Danny McBride et Nick Swardson.

## Synopsis
Nick (Jesse Eisenberg) est un livreur de pizzas à domicile, qui se retrouve mêlé à une aventure rocambolesque et comique lorsqu'il est enlevé par deux criminels novices qui le forcent à voler une banque dans les 10 heures avec un engin explosif attaché à la poitrine.

## Fiche technique
- Titre : 30 Minutes maximum
- Titre original : 30 Minutes or Less
- Réalisation : Ruben Fleischer
- Scénario : Michael Diliberti et Matthew Sullivan
- Musique : Ludwig Göransson
- Photographie : Jess Hall (en)
- Montage : Alan Baumgarten (en)
- Production : Stuart Cornfeld, Jeremy Kramer et Ben Stiller
- Société de production : Columbia Pictures, Media Rights Capital et Red Hour Films
- Société de distribution : Sony Pictures Releasing (France) et Columbia Pictures (États-Unis)
- Pays :  États-Unis
- Genre : Comédie, action
- Durée : 83 minutes
- Dates de sortie : 
  -  États-Unis : 12 août 2011
  -  France : 28 décembre 2011

## Distribution
- Jesse Eisenberg (VF : Donald Reignoux) : Nick
- Danny McBride (VF : Xavier Fagnon) : Dwayne
- Aziz Ansari (VF : Hervé Rey) : Chet
- Nick Swardson (VF : Jérôme Pauwels) : Travis
- Michael Peña (VF : Emmanuel Garijo) : Chango
- Fred Ward (VF : Pierre Dourlens) : Le Major, papa de Dwayne
- Dilshad Vadsaria : Kate, sœur jumelle de Chet
- Bianca Kajlich : Juicy
- Brett Gelman : Chris, le patron de Nick
- Mya Rajah : Amelia